# Liste der Naturdenkmale in Gipperath
Die Liste der Naturdenkmale in Gipperath nennt die im Gemeindegebiet von Gipperath ausgewiesenen Naturdenkmale (Stand 11. März 2024).

## Naturdenkmale
| Nr.         | Bezeichnung | Lage                                    | Beschreibung                                        | Bild                                    |
| ----------- | ----------- | --------------------------------------- | --------------------------------------------------- | --------------------------------------- |
| ND-7231-417 | Eichenhain  | nördlich des Ortes; Flur Hochwasem Lage | Quercus sp.; flächenhaftes Naturdenkmal, ca. 0,5 ha | Direkt Bild zu diesem Denkmal hochladen |